# Vicolo cieco (Rex Stout)
Vicolo cieco (titolo originale Murder Is Corny) è la trentanovesima novella gialla di Rex Stout con Nero Wolfe protagonista.

## Storia editoriale
Il racconto fu pubblicato per la prima volta in formato libro nella raccolta Trio For Blunt Instruments nel 1964.

## Trama
Ken Faber, aiutante presso la fattoria McLeod, è solito consegnare le pannocchie di granturco fresco, delle quali Wolfe è ghiotto, al ristorante Rusterman. Quando viene trovato ucciso sul retro del ristorante, il primo sospetto risulta Archie Goodwin, per via della sua amicizia con Susan McLeod, una giovane e affascinante modella di cui Faber si era infatuato. Nero Wolfe dovrà risolvere il caso se intende avvalersi ancora del suo aiutante.

### Personaggi principali
- Nero Wolfe: investigatore privato
- Archie Goodwin: assistente di Nero Wolfe e narratore di tutte le storie
- Fritz Brenner: cuoco e maggiordomo
- Saul Panzer: investigatore privato
- Nathaniel Parker: avvocato
- Lily Rowan: amica di Archie
- Duncan McLeod: agricoltore
- Susan McLeod: figlia di Duncan
- Carl Heydt: creatore di moda
- Peter Jay: dirigente di un'agenzia pubblicitaria
- Max Maslow: fotografo di moda
- Cramer: ispettore della Squadra Omicidi
- Purley Stebbins: sergente della Squadra Omicidi
- Rowcliff: tenente della Squadra Omicidi
- Mandel: vice procuratore distrettuale

## Critica
"Se Stout avesse messo più sforzo nella storia forse avrebbe potuto salvarla. Per esempio, avrebbe potuto costruire un migliore indizio sulla qualità del granturco che doveva essere consegnato alla casa di Wolfe, ma dopo aver fatto uno sforzo svogliato lascia semplicemente cadere quella linea di indagine. La trama è debole, gli indizi e le deduzioni non sono di prima categoria, i personaggi sono ancora più stereotipati del solito. Stout fornisce un vago indizio all'inizio della storia e poi essenzialmente smette di impegnarsi. I direttori delle riviste dimostrarono buone capacità di giudizio nel non comprare questa storia."
"Murder Is Corny è un buon titolo. Fa sembrare che il racconto sia spassoso, cosa che decisamente non è. Il racconto inizia in modo piacevole, con la disquisizione di Wolfe su come cucinare il granturco. Questi aspetti sono divertenti, ma il resto di Murder Is Corny è lugubre."

## Opere derivate
La bella bugiarda, episodio della serie televisiva prodotta dalla RAI nel 1969.

## Edizioni
- Rex Stout, Nero Wolfe in vicolo cieco, traduzione di Laura Grimaldi, collana I romanzi brevi di Rex Stout (n. 13), Arnoldo Mondadori Editore, 1984,  p. 264.